# Ingatestone Hall
Ingatestone Hall est un Manoir du XVIe siècle classé Grade I dans l'Essex, en Angleterre. Il est situé à l'extérieur du village d'Ingatestone, à environ 5 milles (8,04672 km) au sud-ouest de Chelmsford et à 25 milles (40,2336 km) au nord-est de Londres. La maison est construite par Sir William Petre, et ses descendants (les barons Petre) vivent dans la maison à ce jour. Une partie de la maison est louée comme bureaux tandis que le fils et héritier présomptif de l'actuel Lord Petre vit dans une aile privée avec sa famille.

## Histoire

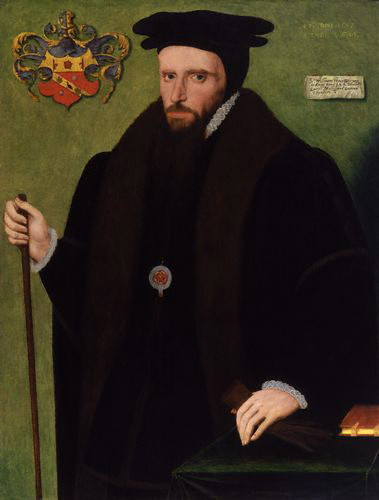
Sir William Petre (c1505-1572)

William Petre achète le manoir d'Ingatestone peu après la dissolution des monastères pour quelque 850 £ et commande la construction de la maison.
En juin 1561, la reine Élisabeth Ire passe plusieurs nuits à Ingatestone Hall sur ses progrès royaux, où elle tient sa cour. La famille Petre offre un accueil somptueux, procurant à manger et à boire et décorant la maison .
En novembre 1564, Lady Katherine Gray est transférée à la charge de Sir William Petre. Pendant deux ans, elle est sous sa garde et réside à Ingatestone Hall; où elle est ensuite confiée aux soins de Sir John Wentworth (un parent de la première épouse de Petre) à Gosfield Hall.
La famille Petre est récusante, restant fidèle à l'Église catholique romaine après que la Réforme anglaise ait transformé le royaume d'Angleterre en un pays protestant. Des statuts sont adoptés interdisant le culte catholique en Angleterre, le Book of Common Prayer est établi comme la liturgie officielle de l'Église d'Angleterre, et les catholiques pratiquants sont sévèrement punis. Comme de nombreuses familles nobles catholiques, les Petres prient en secret, organisant une messe catholique clandestine dans la chapelle familiale privée d'Ingatestone Hall.
Le premier baron Petre, Sir John Petre (1er baron Petre), se lie d'amitié avec le compositeur William Byrd, également catholique. En 1589-1590, Byrd passe Noël avec la famille à Ingatestone avec la demi-sœur de John Petre, Dorothy Petre (en), et son mari Nicholas Wadham (1531-1609) (en), plus tard cofondateurs du Wadham College d'Oxford et en 1593 Byrd s'installe dans le village voisin de Stondon Massey. Byrd soutient le culte catholique secret de la famille Petre en composant un répertoire complet de musique chorale à chanter dans les chapelles privées d'Ingatestone et de Thorndon Hall à proximité, l'autre propriété de la famille Petre. Les compositions comprennent deux ensembles de motets appelés Gradualia (1605 et 1607) et un ensemble de trois arrangements de messe, tels que la messe pour quatre voix (1592–3), des œuvres entendues pour la première fois à Ingatestone qui sont maintenant considérées comme l'un des meilleures exemples de musique Tudor .
Durent les persécutions anticatholiques la famille Petre abrite un certain nombre de prêtres catholiques à Ingatestone, parmi lesquels Saint John Payne, qui est exécuté en 1582. Le père Henry More y séjourne également de 1633 à 1635. Le manoir contient deux trous de prêtre qui sont utilisés à cet effet.
À la fin du XVIIIe siècle, Robert Petre (9e baron Petre) (en) déménage le siège de la famille à Thorndon Hall et loue Ingatestone Hall à des locataires.
En 1876, une grande partie de Thorndon Hall est détruite par un incendie. Pendant la Première Guerre mondiale, Lionel Petre (16e baron Petre) est tué au combat en 1915 et sa veuve, Lady Rasch, décide de retourner à Ingatestone.
Pendant la Seconde Guerre mondiale, la maison est louée à l'école secondaire Wanstead. Dans les années 1950, le conseil du comté d'Essex utilise l'aile nord pour abriter le bureau des archives d'Essex et y organise des expositions annuelles jusqu'à la fin des années 1970 .
En 1952, le manoir est classé grade I et la guérite classée grade II *, tandis que plusieurs des dépendances sont classées Grade II.
Ingatestone Hall abrite le reste de la collection de tableaux de la famille Petre.

## Architecture

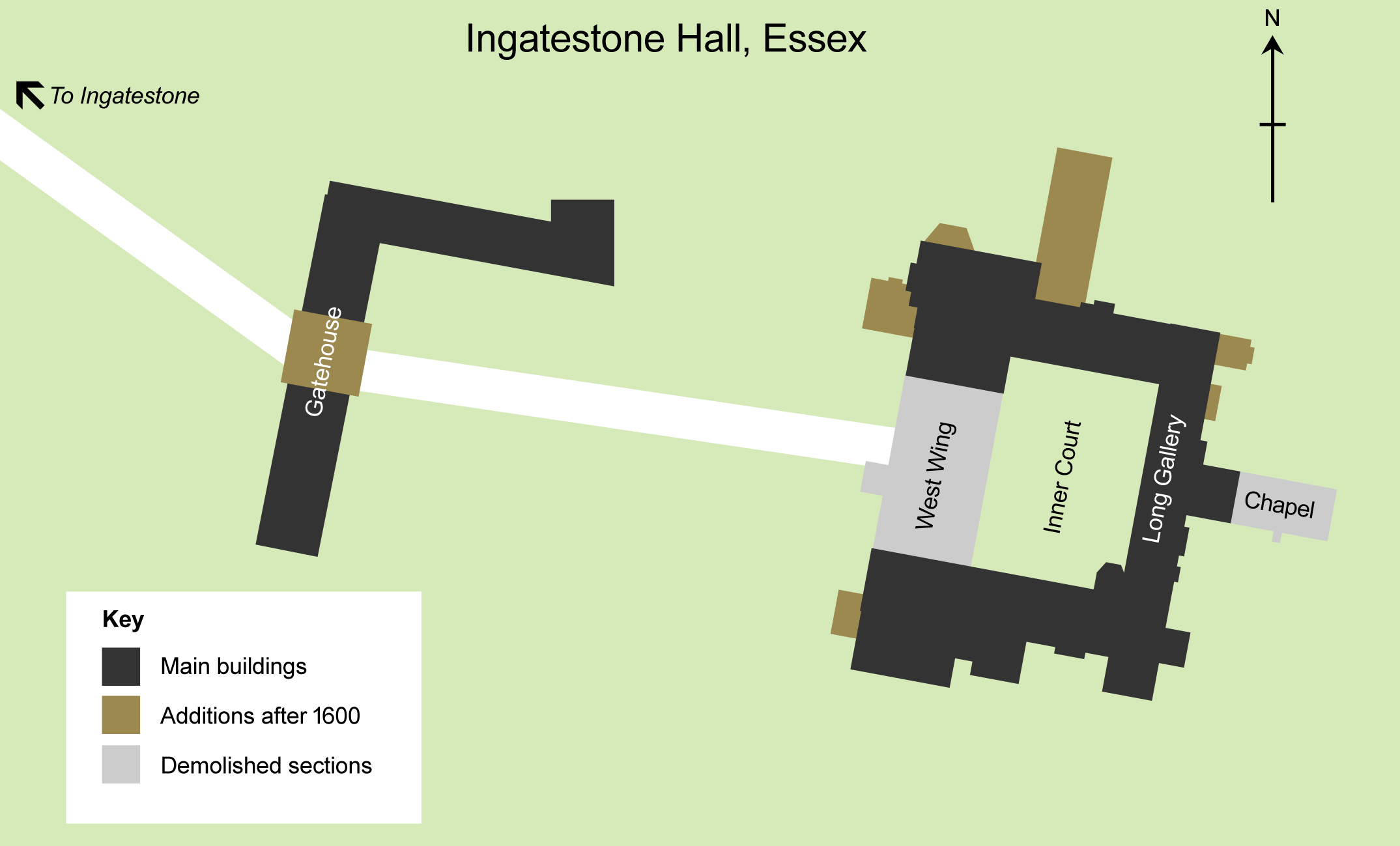
Plan d'Ingatestone Hall montrant les ajouts et les sections démolies

Le bâtiment comprend trois ailes (nord, est et sud) autour d'une cour centrale. Il est construit par Sir William Petre entre 1539 et 1556 autour d'une cour centrale en briques anglaises et comprend des éléments typiques des Tudor, notamment des pignons à gradins et de hauts pots de cheminée ornés . Dans la cour, un élément important est une haute tourelle crénelée contenant un escalier octogonal .
À la fin du XVIIIe siècle, Robert Petre, 9e baron Petre revient dans l'autre propriété familiale, Thorndon Hall, qui est en train d'être reconstruite dans le style palladien par l'architecte James Paine. À peu près à cette époque, Ingatestone Hall subit d'importantes modifications et est converti en appartements loués plus petits. L'aile ouest, qui contient la Grande Salle, est démolie, ouvrant la cour fermée sur le bâtiment en forme de U que l'on voit aujourd'hui, et l'aile nord est agrandie et les bâtiments de la cour extérieure sont reconstruits, notamment un arc d'entrée surmonté d'un horloge à une aiguille. Cette tourelle d'horloge, gravée de la devise "Sans dieu rien" ("sans Dieu, rien") aurait été l'œuvre de Paine .
La longue galerie dans l'aile est de la maison est la zone principale de la maison. Elle jouxte les vestiges de l'ancienne chapelle familiale, démolie et reconstruite en 1860 . Les deux trous du prêtre à l'intérieur du bâtiment, utilisés aux XVIe et XVIIe siècles pour dissimuler le clergé catholique, sont situés dans l'aile est dans un vide sous la tourelle, et dans l'aile sud derrière une cheminée dans l'ancien bureau .
Au XXe siècle, lorsque Lady Rasch, veuve du 16e baron Petre, ramène la famille à Ingatestone Hall, elle commence un projet majeur pour restaurer Ingatestone Hall dans son aspect Tudor d'origine. Les travaux, supervisés par l'architecte WT Wood, comprennent le remplacement des modifications apportées au bâtiment par des reproductions d'éléments d'époque Tudor, notamment le rétablissement des fenêtres à meneaux du côté ouest du bâtiment au rez-de-chaussée. La phase initiale du projet est achevée en 1922 .

## Dans la littérature et le cinéma
Le roman de 1862 de Mary Elizabeth Braddon Lady Audley's Secret, se déroule à Ingatestone Hall et est inspiré par un séjour là-bas .
L'extérieur du manoir est utilisé comme lieu de tournage pour représenter Bleak House dans l'adaptation télévisée de 2005 du roman de Charles Dickens et est également apparu dans un épisode de la série télévisée Lovejoy . Des sketchs des programmes télévisés Horrible Histories et The Fast Show ont également été filmés dans le manoir.